# Fülhorn (Leone-Gruppe)
Das Fülhorn ist ein 2736 m ü. M. hoher Berg im Wallis in der Schweiz. Der Name stammt vom faulen, brüchigen Gestein, deshalb auch die mehrfache Verwendung des Namens.
Obwohl der Berg in der Umgebung der Walliser Viertausender mit seiner Höhe nichts Besonderes scheint, steht er doch volle 2000 Höhenmeter über dem Talboden von Brig-Glis. Vorgelagert findet sich noch das Folluhorn (2656 m), während auf der ganzen weiteren gegen Osten verlaufenden Bergkette bis zum Eingang des Binntals (also südlich des Walliser Haupttales) als grösste Höhe mit dem Bättlihorn 2951 m erreicht werden.

## Zugang
Der Gipfel wird im Direktanstieg von Rosswald oder aber als Abschluss nach einer Wanderung von Binn her über den Saflischpass erreicht (bei der Chleini Öügstchumma zum Punkt 2646 hoch und von dort zum Gipfel).

## Gestein
Diese Kette ist aber wohl nicht nur weniger bekannt, weil sie nie 3000 Meter erreicht, sondern auch weil das Gestein so schlecht ist; die nur von Pionierpflanzen besiedelten auslaufenden Geröllhänge können sandfein sein. Von Süden, vom Graus Hörnli, 2615 m zieht sich eine leuchtend weisse Mergel-Zwischenschicht ins Saflischtal, aufgeschlossen auch direkt beim Weg über den Pass. Weiter in Richtung Osten gelangt man in das für Mineralien bekannte Binntal.

## Galerie

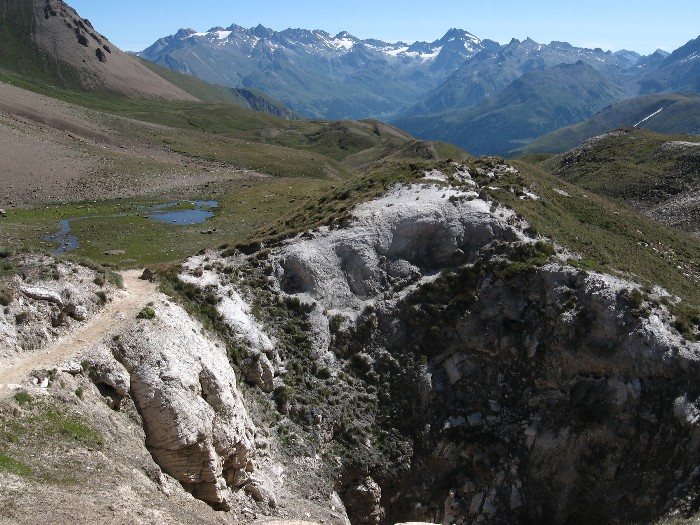
Mergelaufschluss im Saflischtal
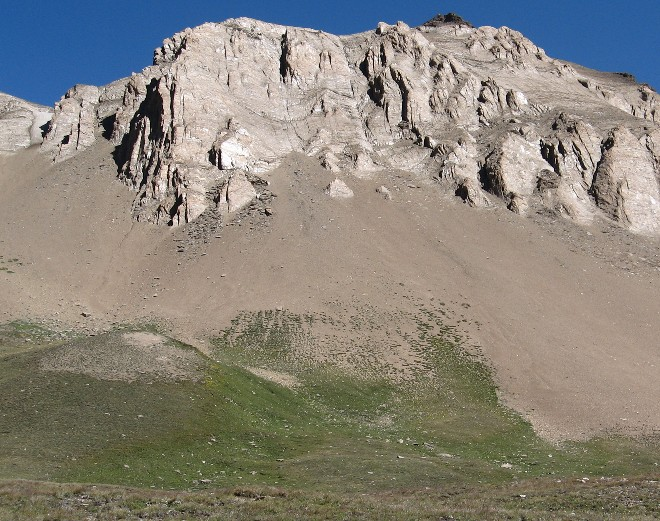
Sandfeine Südhänge am Saflischpass
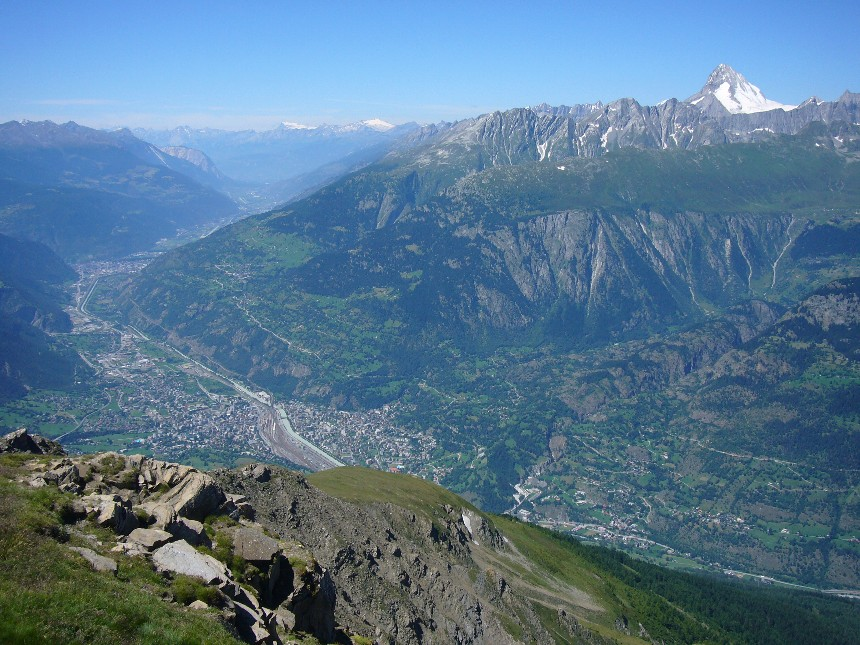
Aussicht vom Fülhorn in Richtung Westen; im Tal Brig und hoch darüber das Bietschhorn